# Самоед (шхуна, 1870)
«Самоед» — парусно-винтовая шхуна Беломорской флотилии Российской империи.

## Описание парохода
Парусно-винтовая шхуна с деревянным корпусом, водоизмещение судна составляло 606 тонн, длина — 51,5 метра, ширина — 7,9 метра, а осадка — 3,3 метра. На шхуне была установлена паровая машина мощностью 35 индикаторных л. с. и один гребной винт. Первоначальное вооружение судна состояло из четырёх 4-фунтовых пушек образца 1867 года.

## История службы
Шхуна была заложена в Або и после спуска на воду 2 (14) апреля 1870 года вошла в состав Беломорской флотилии России. В кампанию того же года выходила в плавания в Финский залив, а в следующем 1871 году перешла из Кронштадта в Архангельск, после чего в кампанию того же 1871 года и следующего 1872 годов находилась в плаваниях в Белом море.
В кампании 1873 и 1874 годов находилась в плаваниях в Белом море, у Мурманского берега и в Северном ледовитом океане.
В кампании 1875 и 1876 годов также находилась в плаваниях в Белом море. 
В кампанию 1877 года также находилась в плаваниях в Белом море, затем совершила переход из Архангельска в Ревель и после в Кронштадт. В следующем 1878 году выходила в плавания в Балтийское море, Финский и Рижский заливы.
С 1879 по 1885 год выходила в плавания в Финский и Рижский заливы, а также в Балтийское море. В кампанию 1880 года шхуна находилась в составе Ревельского флотского полуэкипажа, при этом её командир был награждён командорским крестом греческого ордена Спасителя.
В кампанию 1886 года также выходила в плавания в Финский и Рижский заливы.
В кампанию 1888 года совершала плавания в Финском заливе и Балтийском море.
В кампанию 1890 года использовалась для постановки вех в Финском заливе.
В кампанию 1893 года совершала плавания в Финском заливе.
В кампанию 1895 года находилась в заграничном плавании.
В кампанию 1896 года находилась в плаваниях в Финском заливе и Балтийском море для практических занятий призывников запаса.

## Командиры судна
Командирами парусно-винтовой шхуны «Самоед» в составе Российского императорского флота в разное время служили:
- капитан-лейтенант В. Д. Батурин (1870—1871 годы)[25];
- капитан 2-го ранга В. В. Средний (1872 год)[26];
- капитан 2-го ранга Ю. Г. Тиц (1876 год)[27];
- капитан 1-го ранга В. П. Пилкин (1877—1878 годы)[28];
- капитан-лейтенант барон О. К. Нолькен (с 22 марта (3 апреля) 1880 года до 28 июля (9 августа) 1883 года)[29][30];
- капитан 2-го ранга К. И. Ермолаев (с 18 (30) марта 1885 года до 12 (24) января 1887 года)[31];
- капитан 2-го ранга А. Н. Паренаго (1887—1889 годы)[32];
- капитан 2-го ранга П. В. Винокуров (с 19 (31) марта 1890 года)[33];
- капитан 2-го ранга барон Б. А. фон Фитингоф (с 4 (16) ноября 1891 года)[34];
- капитан-лейтенант М. А. Броницкий (1893 годы)[комм. 1][35];
- капитан 2-го ранга В. П. Ромашко (1893—1894 годы)[36];
- капитан 2-го ранга С. С. Беляев (с 6 (18) февраля 1895 года до конца 1895 года)[37].